# Rulon Jeffs
Rulon Timpson Jeffs (Salt Lake City, Utah, 6 de diciembre de 1909 - St. George, Utah, 8 de septiembre de 2002) fue un líder de secta estadounidense que se desempeñó como profeta y presidente de la Iglesia Fundamentalista de Jesucristo de los Santos de los Últimos Días (IFSUD), una organización fundamentalista mormona. Fue el padre del posterior líder de la IFSUD y criminal convicto Warren Jeffs.

## Familia
Se informó que al momento de morir Jeffs, este contaba con al menos 65 esposas y 65 hijos; otras fuentes indican que pudo haber tenido hasta 75 esposas. Según el autor Jon Krakauer, quien relata sobre la IFSUD y la familia Jeffs en Under the Banner of Heaven, varias de las esposas de Jeffs eran menores de edad en el momento en que se casaron con él. Poco después de su muerte, uno de los hijos de Jeffs, Warren Jeffs, afirmó su propio liderazgo en la IFSUD y posteriormente se casó con varias de las viudas de su padre, solidificando su posición política en la comunidad.

## Obras
- Jeffs, Rulon (1996). Sermons of President Rulon Jeffs (8 vols.). Hildale, Utah: Twin City Courier Press.
- Jeffs, Rulon (1997). History of Priesthood Succession in the Dispensation of the Fullness of Times and Some Challenges to the One Man Rule. Also Includes Personal History of President Rulon Jeffs. Hildale, Utah: Twin City Courier Press.
- Jeffs, Rulon (2000). Priesthood Articles. Hildale, Utah: Twin City Courier Press.